# Drako GTE
La Drako GTE est une berline de luxe à propulsion électrique produite à 25 exemplaires par le constructeur automobile américain Drako Motors.
Elle est présentée en août 2019 au Concours d'Élégance de Pebble Beach.

## Historique

### Origines
La Drako GTE est basée sur le design de la Karma Revero (lui-même dérivé de la Fisker Karma).

### Présentation officielle
| Images externes |                                                                    |
|                 | Une Drako GTE faisant un test de tenue de route sur la neige       |
|                 | Image de présentation, représentant la puissance de cette Hypercar |
|                 | Photographie de l'intérieur de la voiture                          |

En août 2019, la société américaine Drako Motors présente la GTE, son premier véhicule, lors du Concours d'Élégance de Pebble Beach.
Elle a été produite en 2020 en seulement 25 exemplaires, et a été proposée à un prix d'1,2 million de dollars américains.

## Caractéristiques techniques

### Motorisation
La berline dispose d'un système de transmission composé de quatre moteurs électriques d'une puissance de 225 kW (de 302 ch à 306 ch) chacun. La puissance totale du véhicule est de 1 200 ch (895 kW ; 1 217 ch), le couple maximal est de 8 813 Nm, tandis que la vitesse maximale est de 332 km/h. Sa batterie de 90 kWh permet d'atteindre 402 km d'autonomie avec une seule charge.

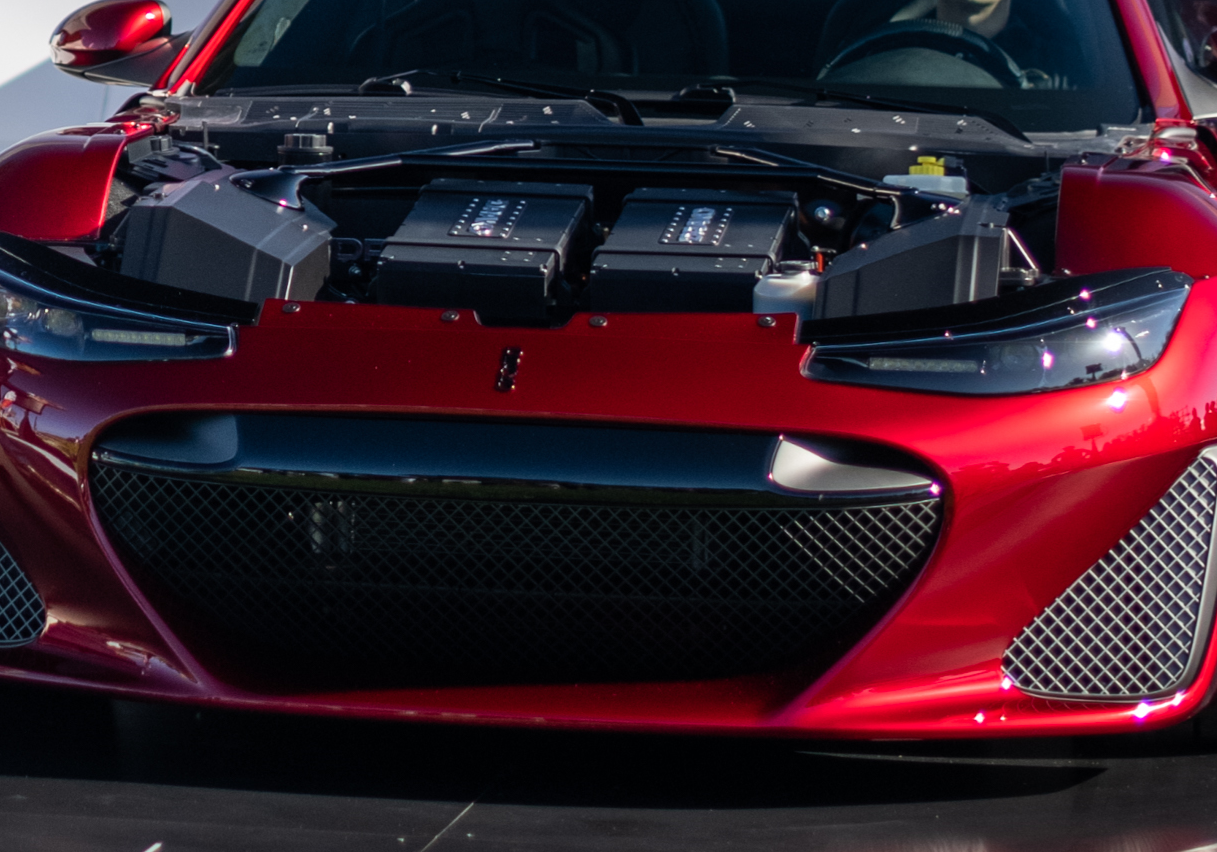
Vue du moteur électrique de la voiture.

### Carrosserie

#### Type et design
Selon Drako, la voiture posséderait une aérodynamique particulièrement soignée permettant un gain de performance, avec un arrière tronqué, un séparateur d'air à l'avant, un diffuseur à l'arrière et un soubassement lisse.

#### Détails stylistiques
La voiture, de type Supercar selon Drako, adopte des proportions caractéristiques avec un capot oblong.
D'après le constructeur américain, celle-ci se démarque des autres voitures par des proportions larges, une ligne basse, des surfaces fluides et sculptées intégrant de manière harmonieuse les éléments fonctionnels.

#### Similarités avec une berline de luxe
La Drako GTE est une évolution de la Karma Revero.

Différentes vues de la Karma Revero
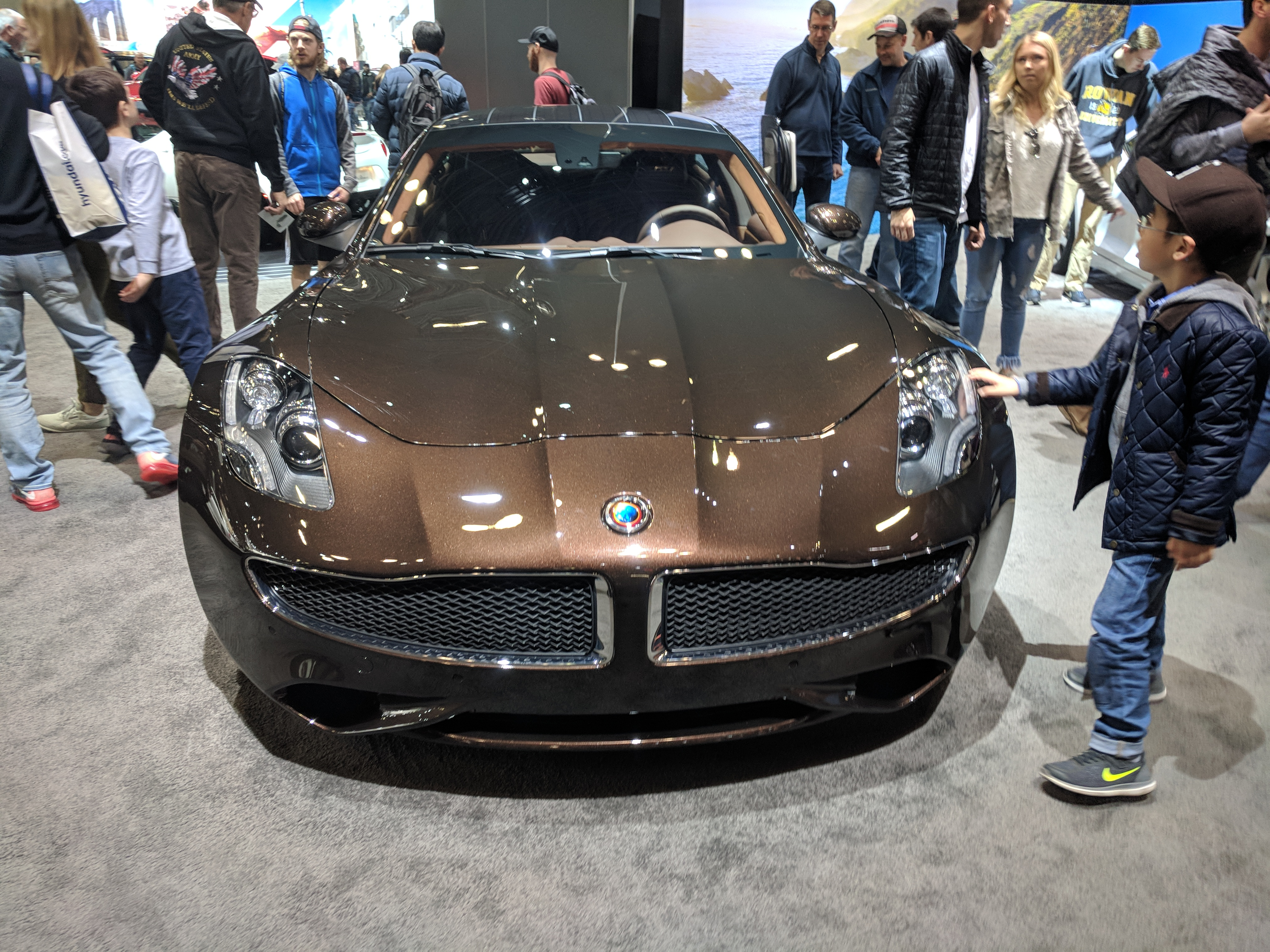
Vue de l'avant.
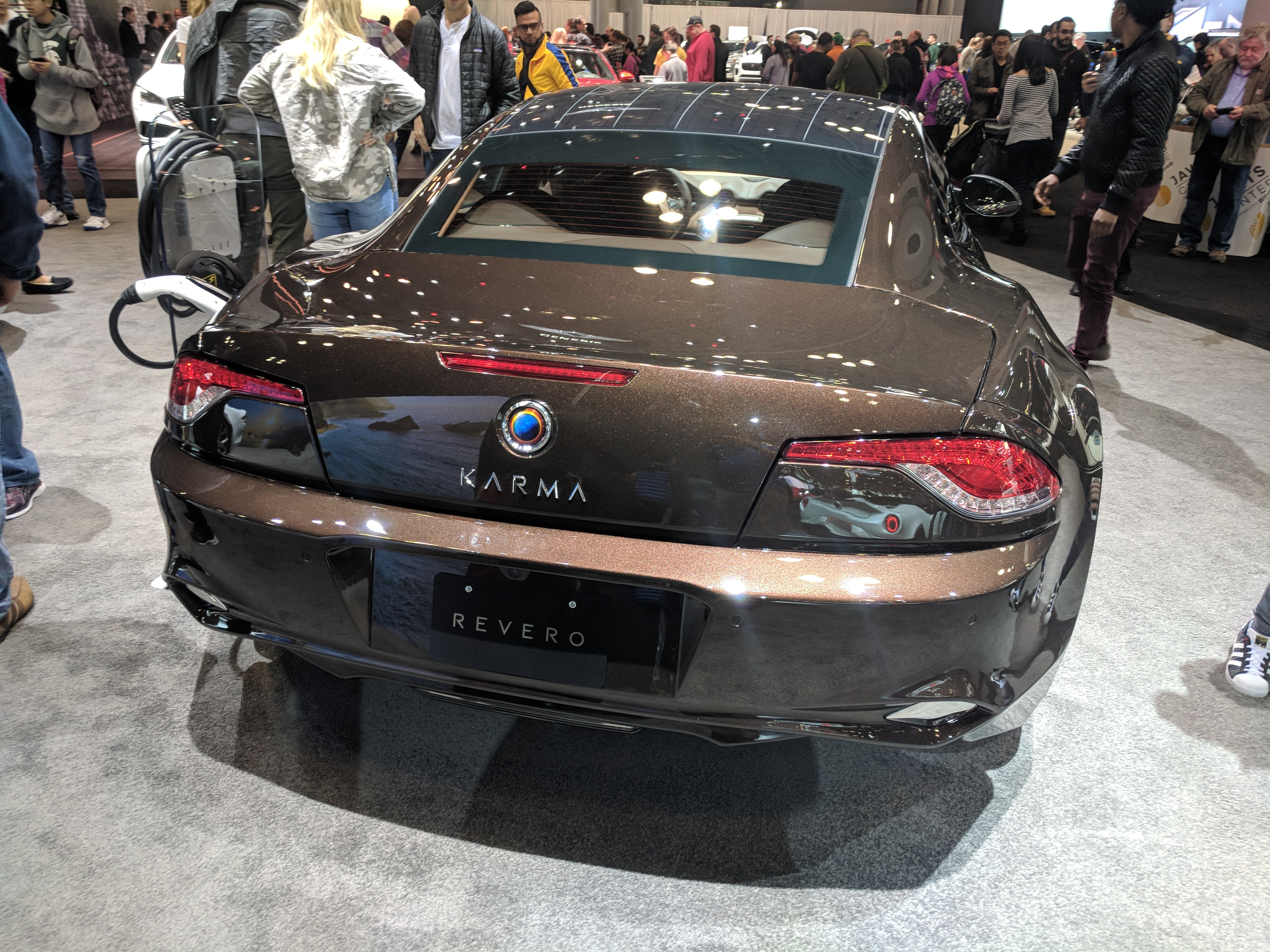
Vue de l'arrière.
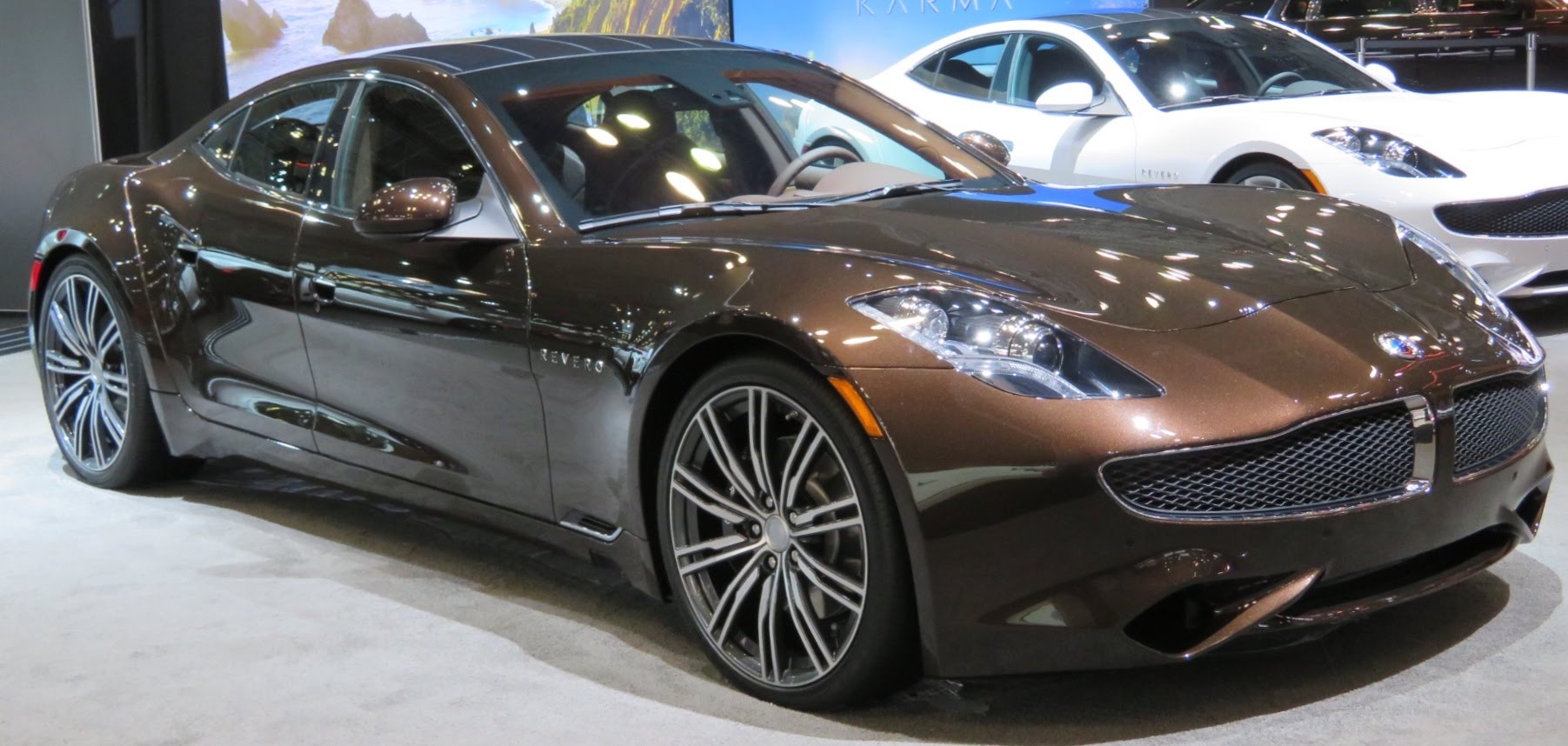
Vue 2/4 face avant.
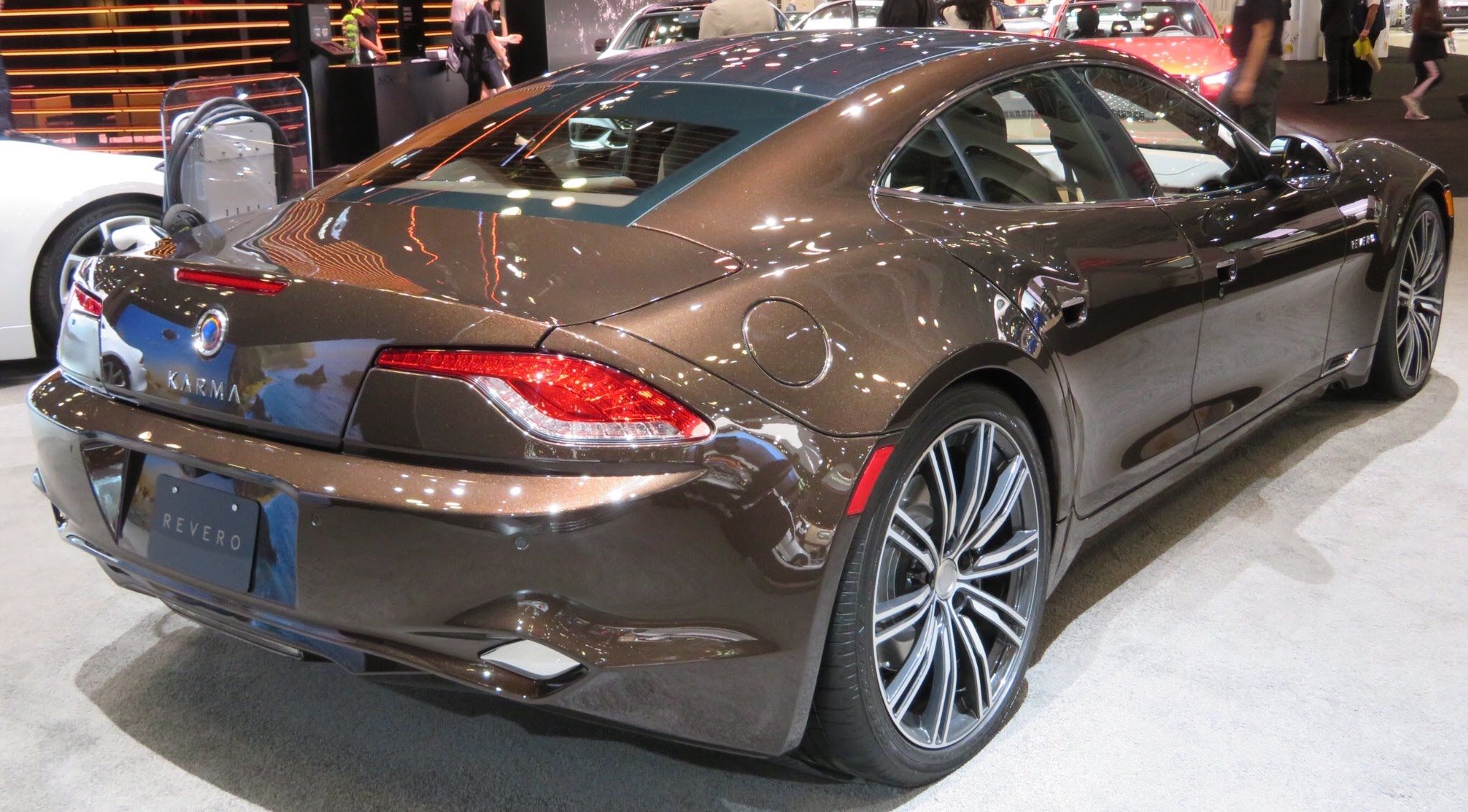
Vue 2/4 face arrière.

Différentes vues de la Drako GTE
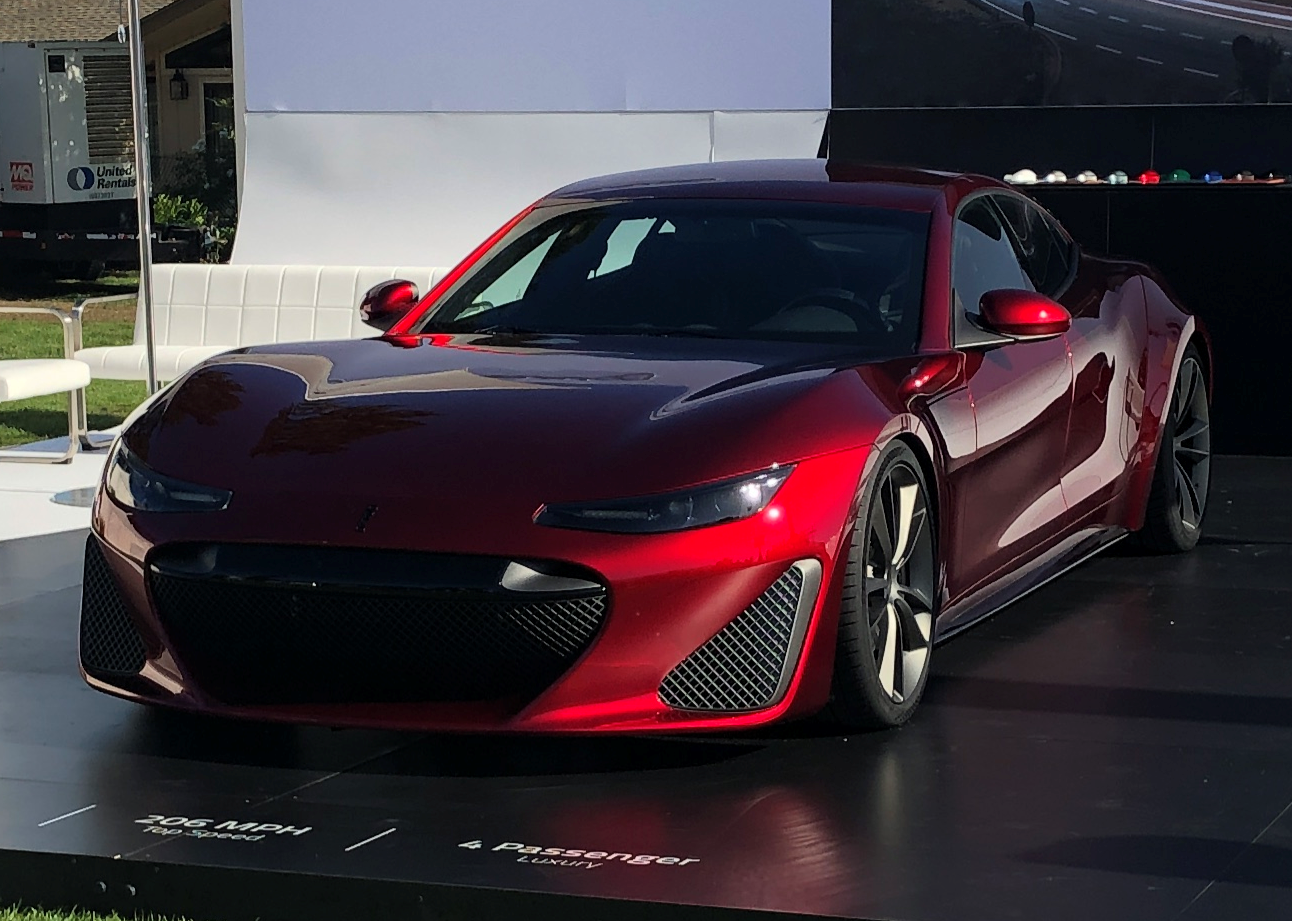
Vue 1/4 face avant.

*3 images manquantes